# Ingrid Lotz
Ingrid Lotz z domu Eichmann (ur. 11 marca 1934 w Malliß) – niemiecka lekkoatletka reprezentująca NRD, specjalistka rzutu dyskiem, wicemistrzyni olimpijska z 1964 z Tokio.
Wystąpiła we wspólnej reprezentacji Niemiec na igrzyskach olimpijskich w 1964 w Tokio, gdzie zdobyła srebrny medal w rzucie dyskiem, za Tamarą Press z ZSRR. Startując w barwach NRD na mistrzostwach Europy w 1966 w Budapeszcie zajęła w finale 6. miejsce.
Ingrid Lotz była mistrzynią NRD w rzucie dyskiem w latach 1962–1964, wicemistrzynią w 1965 i 1966 oraz brązową medalistką w 1959 i 1960.
Dwukrotnie poprawiała rekord NRD w rzucie dyskiem w 1964, doprowadzając go do wyniku 57,21 m (19 października 1964 w Tokio). Był to również jej rekord życiowy.
Jej mąż Martin Lotz był lekkoatletą, specjalistą rzutu młotem, olimpijczykiem z 1964.